# 蒂萨切切
蒂萨切切（匈牙利語：Tiszacsécse）是匈牙利索博尔奇-索特马尔-拜赖格州所辖的一个村。总面积4.82平方公里，总人口233，人口密度48.3人/平方公里（2011年1月1日）。